# آلبر بتو
آلبر بتو (فرانسوی: Albert Batteux‎؛ زادهٔ ۲ ژوئیهٔ ۱۹۱۹ - درگذشتهٔ ۲۸ فوریهٔ ۲۰۰۳) بازیکن فوتبال و مربی فوتبال اهل فرانسه بود.
از باشگاه‌هایی که در آن بازی کرده‌است می‌توان به رنس اشاره کرد.
وی همچنین در تیم ملی فوتبال فرانسه بازی کرده‌است.

## افتخارات

### بازیکن
رنس
- لیگ ۱: ۴۹–۱۹۴۸
- جام حذفی فوتبال فرانسه: ۱۹۵۰

### سرمربی
رنس
- لیگ ۱: ۵۳–۱۹۵۲، ۵۵–۱۹۵۴، ۵۸–۱۹۵۷، ۶۰–۱۹۵۹، ۶۲–۱۹۶۱
- جام حذفی فوتبال فرانسه: ۱۹۵۸
- جام لاتین: ۱۹۵۳
- لیگ قهرمانان اروپا نایب قهرمان: ۱۹۵۶, ۱۹۵۹

فرانسه
- جام جهانی فوتبال ۱۹۵۸: مقام سوم
- جام ملت‌های اروپا ۱۹۶۰: مقام چهارم

سن-اتین
- لیگ ۱: ۶۸–۱۹۶۷، ۶۹–۱۹۶۸, ۷۰–۱۹۶۹
- جام حذفی فوتبال فرانسه: ۱۹۶۸، ۱۹۷۰